# Вокзальная площадь (Владивосток)
Вокзальная площадь — один из исторических и архитектурных центров Владивостока. Расположена на полуострове Шкота, в исторической части города. Сформировалась во времена постройки первого железнодорожного вокзала Владивостока. Географически площадь ограничена зданиями вокзала и Прижелезнодорожного почтамта на востоке и юге и улицами Посьетская и 1-я Морская на западе и севере.

## История
В первоначальном виде Вокзальная площадь сформировалась одновременно со строительством первого во Владивостоке железнодорожного вокзала в 1891—1894 годах. В те времена площадь размещалась на уровне железнодорожных путей. В 1909—1911 годах велось строительство нового здания вокзала и прокладка трамвайных путей. Поверхность площади тогда была поднята за счёт отсыпки грунта на 4—5 м и ограничена со стороны станции каменной подпорной стеной.
С течением времени постепенно формировалась застройка площади, складывался её ансамбль, расширялась территория. На территории Вокзальной площади происходило много исторических событий: здесь, 10 января 1906 года расстрелом мирной демонстрации рабочих, солдат и матросов по приказу царских властей (30 убитых и 50 раненых) началось Владивостокское восстание, длившееся две недели.
29 июня 1918 года на площади бойцы красногвардейской роты дали бой выступающим против революции белочехам. 4 июля здесь проходил траурный митинг на похоронах погибших рабочих и красногвардейцев. На нём со своей последней речью выступал председатель исполкома Владивостокского Совета рабочих и солдатских депутатов Константин Суханов.
31 января 1920 года на площади прошёл победный митинг, завершивший восстание рабочих Владивостока против власти колчаковского ставленника генерала Розанова. На митинге выступил с речью Сергей Лазо. 27 октября 1922 года на Вокзальной площади прошёл парад войск Народно-революционной армии ДВР, освободившей город от интервентов и белогвардейцев. Принимал парад командующий НРА Иероним Уборевич.
В 1930-м году на площади был открыт памятник В. И. Ленину по проекту скульптора В. В. Козлова, автора памятника Ленину у Смольного в Ленинграде. В 1959 году с площади было убрано трамвайное кольцо. Современный вид площадь получила в начале 1970-х годов после завершения строительства здания железнодорожного почтамта и реконструкции памятника В. И. Ленину, стоящего напротив вокзала.

## Архитектура
Железнодорожный вокзал
Автор проекта архитектор П. Е. Базилевский принимал участие в закладке станционного здания, заложив первый камень строения 19 (31) мая 1891 года в присутствии цесаревича Николая Александровича, будущего императора Николая II. 2 ноября 1893 года состоялось торжественное освящение вокзала, и открылось железнодорожное сообщение по маршруту Владивосток — Уссурийск.
Первоначально это было каменное здание с железной кровлей, в средней части одноэтажное, по краям — двухэтажное. Полы в здании были выложены глиняными японскими плитами — они неплохо сохранились и по сей день. В 1910—1912 годах, в связи со строительством Ярославского вокзала в Москве, вокзал во Владивостоке по проекту гражданского инженера В. А. Плансона расширили и надстроили по образу и подобию Ярославского, создав на обоих концах транссибирской железнодорожной магистрали архитектурно законченные станции. Первоначальное же здание стало одной из частей железнодорожного вокзала. На западном фасаде находился мозаичный герб Приморской области, на восточном — герб Москвы.
С 1924 года облик здания стал постепенно меняться: был снят двуглавый орёл, под слоем штукатурки исчезли мозаичные панно с гербами, рельефные изображения из поливной керамики на русские фольклорно-сказочные сюжеты. Цвет фасада сменился с жёлтого на зелёный. В 1936 году интерьеры вокзала были расписаны художником Г. Григоровичем, а через двадцать лет В. Герасименко расписал кассовый зал, создав там панно «Наша великая Родина».
В семидесятые — восьмидесятые годы XX века наружные стены были выкрашены в зелёный цвет. Реставрация здания, проведённая в 1994—1996 годах российско-итальянской фирмой Tegola Canadese, приблизила здание к дореволюционному виду.
Прижелезнодорожный почтамт
Здание выстроено в 1970—1973 годах по проекту архитектора Г. И. Злобина для целей размещения прижелезнодорожного почтамта с отделением связи и международным телефонным пунктом. Изначально оно проектировалось как часть формирующегося ансамбля застройки Вокзальной площади и в градостроительном отношении имеет значение как элемент, фланкирующий площадь с юга.
Дом Алексея Петровича Шошина
Непосредственно на площади, между нижней и верхней террасами располагается дом военного инженера Алексея Петровича Шошина (ул. 1-я Морская, дом 1). Здание является объектом культурного наследия Приморского края. А. П. Шошин — один из инженеров-строителей Владивостокской крепости. В 1911 году Шошин назначен Строителем владивостокских укреплений и начальником инженеров Владивостокской крепости. Проживал в доме в 1914—1915 годах, о чём свидетельствует установленная на здании мемориальная доска.
Здание «Гранд-отеля»
С севера площадь фланкирует здание «Гранд-отеля» промышленников Скидельских, построенное в 1903 году (ул. 1-я Морская, 2). Помимо отеля в здании первоначально также располагались квартиры, сдаваемые в наём. В 1918 году в доме располагалось Британское посольство. С 1922 года в нём находился Приморский областной ревком, а в 1923 году в здание въехал Приморский губисполком. В бывшей гостинице был открыт Дворец труда, который украшали рельефные портреты В. И. Ленина и Карла Маркса и композиция «Пролетарий, разбивающий цепи на земном шаре». Автором работ был художник-монументалист и скульптор Владимир (Франтишек) Францевич Винклер. В 1968—1969 годах здание надстроили на два этажа. Сегодня в здании размещены Управление Федеральной налоговой службы по Приморскому краю, Департамент культуры региона и Управление здравоохранения администрации Владивостока. Сегодня здание является объектом культурного наследия Российской Федерации под именованием «Здание, в котором в 20-х годах жил и работал известный деятель ВКП(б) и Советского государства Я. Б. Гамарник».
Административное здание
Ближе к юго-восточному углу площади расположено двухэтажное административное здание (ул. Посьетская, 24). В нём, в частности, расположено Административно-территориальное Управление Фрунзенского района.
Торговый комплекс
Рядом со зданием почтамта расположен небольшой торговый комплекс (ул. Верхнепортовая, 2г).

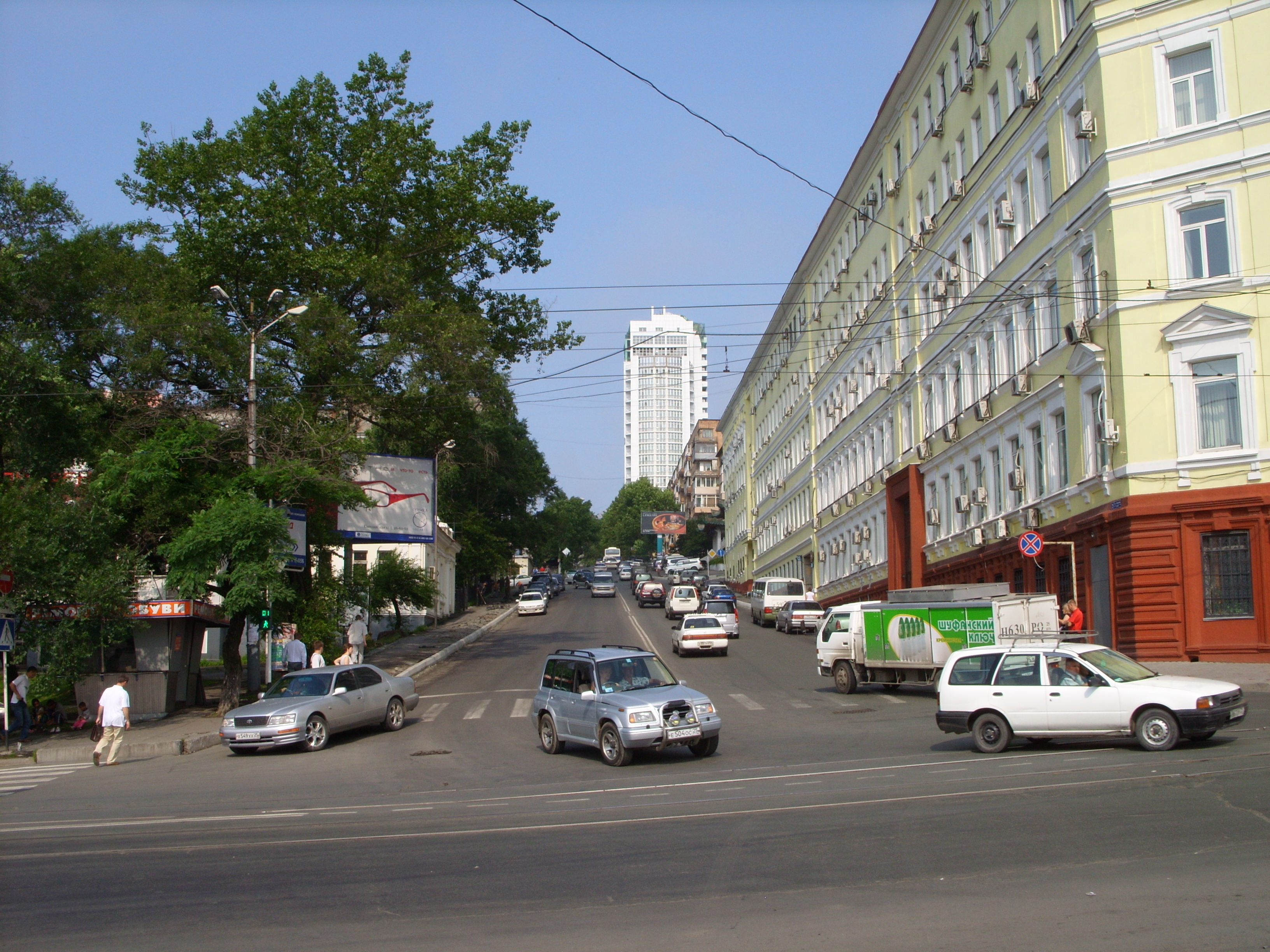
1-я Морская улица (вид на север от площади), слева — сквер имени Ленина и северный фасад дома А. П. Шошина
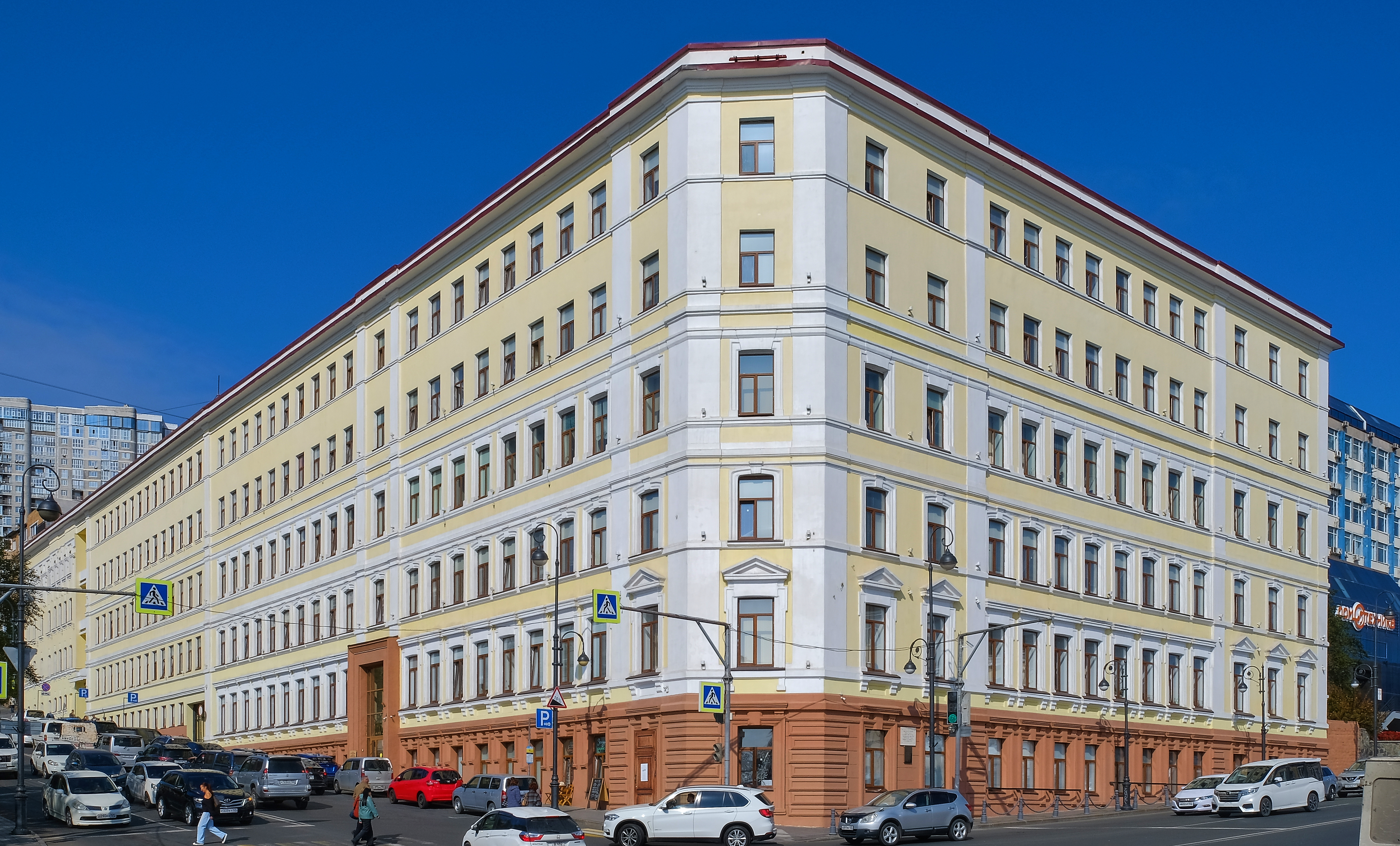
Здание «Гранд-отеля»
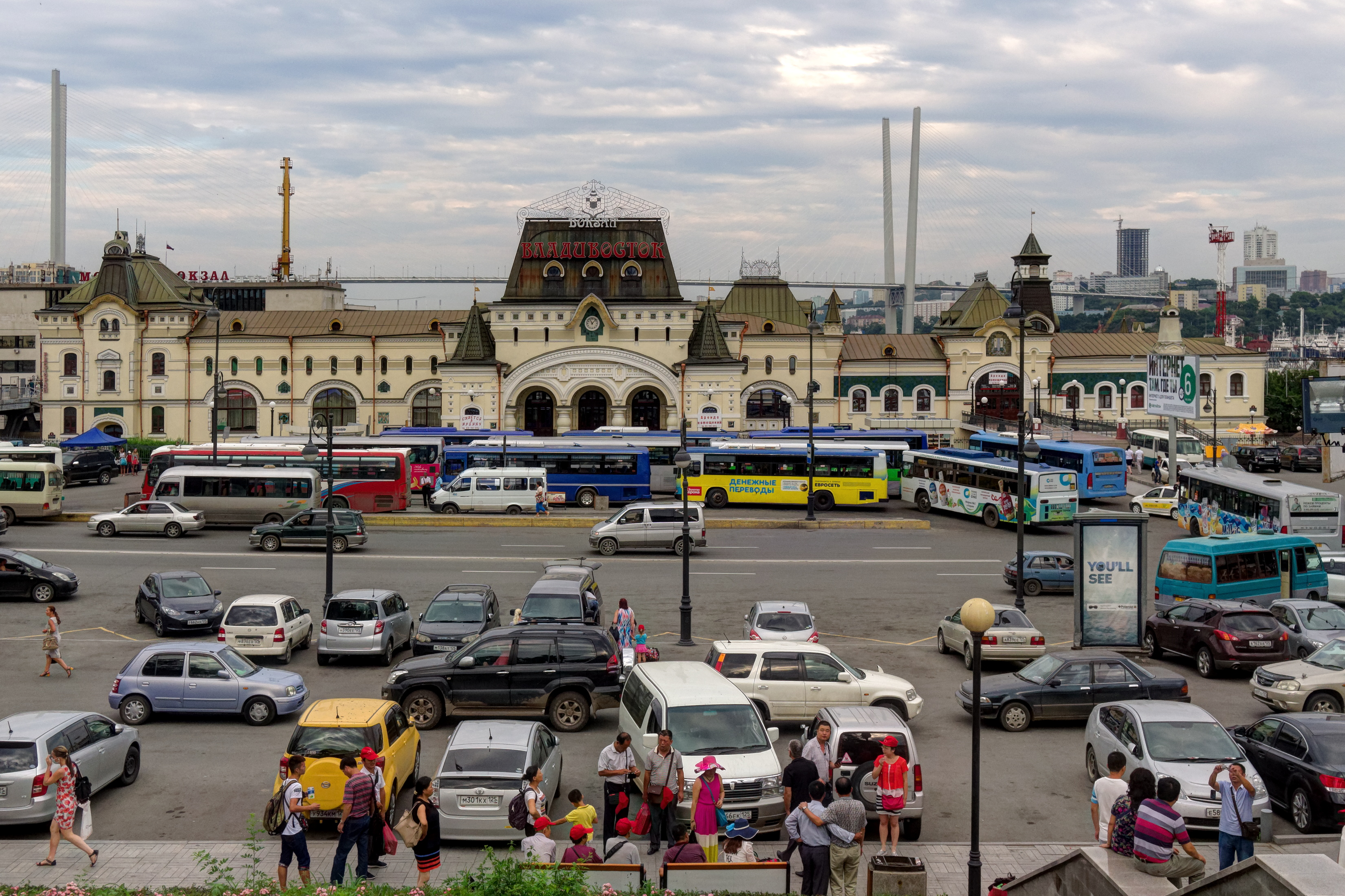
Здание железнодорожного вокзала со стороны сквера имени Ленина
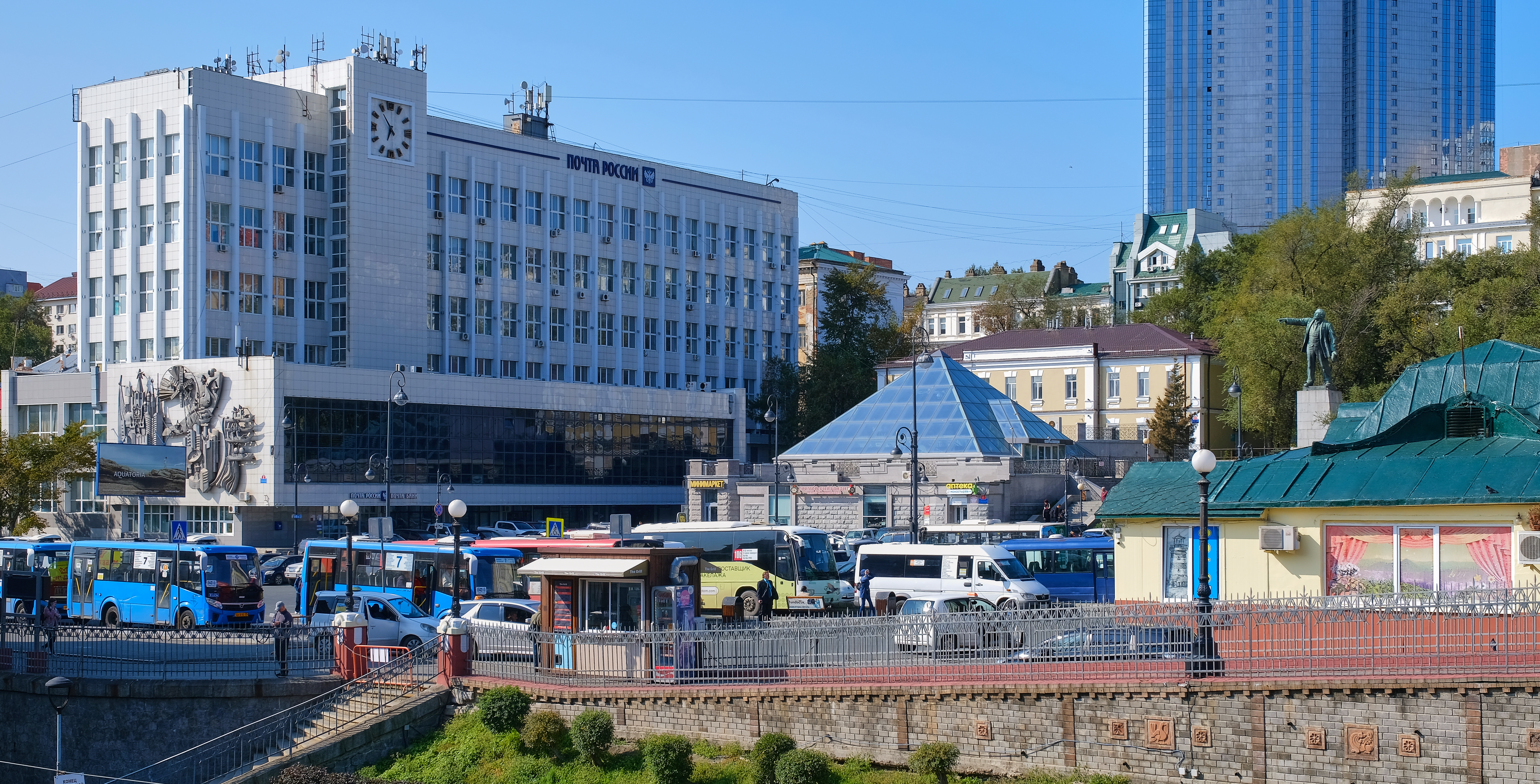
Слева направо: Прижелезнодорожный почтамт, торговые павильоны (с пирамидальной крышей) и памятник В. И. Ленину